# Посольство США в Армении
Посольство Соединённых Штатов Америки в Армении (англ. Embassy of the United States in Armenia, арм. Հայաստանում ԱՄՆ-ի դեսպանատուն) — дипломатическая миссия Соединённых Штатов Америки в Республике Армения. Посольство находится в столице Армении, городе Ереване, в районе Малатия-Себастия, на берегу Ереванского водохранилища. 
Площадь комплекса посольства составляет 90 469 м² (22 акра), тем самым являясь вторым самым большим посольством США в мире по площади, уступая посольству США в Багдаде, которое в настоящее время является крупнейшим американским посольством и почти в пять раз больше американского посольства в Ереване.

## История
Соединённые Штаты установили дипломатические отношения с Арменией в 1992 году, после обретения ею независимости из-за распада Советского Союза. В этот же период времени в Ереване было открыто американское посольство, а в Вашингтоне — армянское. Посольство США в Ереване открылось во главе со временным поверенным в делах США Стивеном Робертом Манном, а на должность первого посла США в Армении был назначен Гарри Гилмор, утверждённый 12 мая 1993 года.
Пост посла США в Армении стал вакантным 24 мая 2006 года, когда администрация Джорджа Буша отозвала тогдашнего посла Джона Маршалла Эванса якобы из-за высказываний Эванса относительно геноцида армян. 23 мая 2006 года и позже 9 января 2007 года президент Буш назначил Ричарда Хоугланда новым послом, но данная кандидатура была отложена из-за спора в отношении геноцида армян. Временный поверенный в делах Рудольф Перина исполнял обязанности главы дипмиссии до 1 августа 2008 года, когда Мари Йованович заняла должность посла.
Посольство США в Ереване включает в себя: отдел по связям с общественностью, аппарат военного сотрудничества, миссию Агентства США по международному развитию.

## Послы
- Стивен Манн в.п. (1992)
- Томас Прайс в.п. (1992—1993)
- Гарри Гилмор (1993—1995)
- Питер Томсен (1995—1998)
- Майкл Леммон (1998—2001)
- Джон Ордуэй (2001—2004)
- Джон Маршалл Эванс (2004—2006)
- Рудольф Перина в.п. (2006—2008)
- Мари Йованович (2008—2011)
- Брюс Донахью в.п. (2011)
- Джон Хефферн (2011—2014)
- Ричард Миллс-младший (2015—2018)
- Рафик Мансур в.п. (2018—2019)
- Линн Трейси (2019—2023)
- Чип Лайтинен в.п. (2023)
- Кристина Квин (2023 — н. в.)